# Lankesa
Die Lankesa ist ein Fluss im Mittellitauen, der linke Nebenfluss der Obelis. Die Lankesa ist 54 Kilometer lang. Sie entspringt am Dorf Reniūnai (Rajon Ukmergė) und fließt nach Südwesten (Rajon Jonava), hinter dem Zusammenfluss mit der Medukšna fließt sie nach Nordwesten. Die Lankesa mündet in die Obelis (Rajon Kėdainiai) 17 Kilometer von ihrer Mündung bei Valkaičiai. 

## Nebenflüsse
Größte Nebenflüsse sind:
- Linke Nebenflüsse: Srautas, Petrašiunka, Juodynė, Medukšna,
- Rechte Nebenflüsse: Garanklė und Gramas.